# 머신 헤드

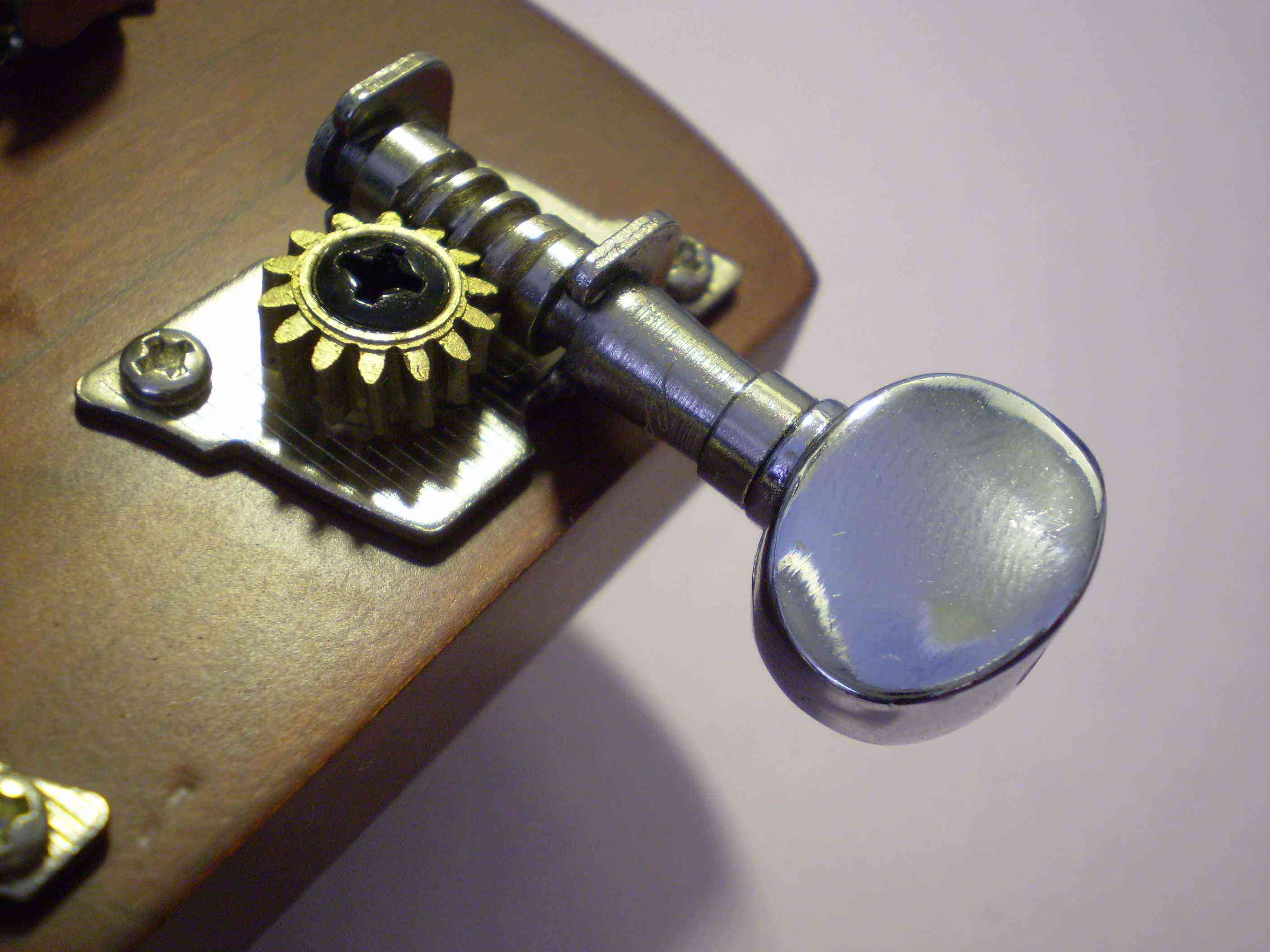
개방된 머신 헤드

머신 헤드(machine head)는 줄의 긴장도를 조정함으로써 현악기를 튜닝하기 위한 기어 형태의 기구이다. 튜닝 머신(tuning machine), 튜너(tuner), 기어 헤드(gear head)라고도 한다. 머신 헤드는 기타, 더블 베이스 등에 사용되며 기구의 머리부에 위치한다.
바이올린, 비올라, 첼로 등의 기어 형태가 아닌 장치들은 현감개라고 부른다.